# Lot în Islam
Lut (arabă: لوط‎; transliterat Lūṭ) cunoscut drept Lot în Vechiul Testament, este un profet a lui Dumnezeu în Coran. Conform tradiției islamice, Lot a fost fiul lui Haran (Aran). Lot și-a petrecut primii ani de viață la Ur, ca mai apoi să emigreze cu unchiul său, Avraam, în țara Canaan.
Lot a fost trimis drept profet la popoarele din Sodoma și Gomora, unde locuitorii acestor orașe practicau homosexualitatea și diferite acte de violență. Lot nu provenea din aceste două orașe.

## Familia
Lot a fost nepotul lui Avraam și fiul lui Haran, fiind totodată printre singurele persoane care a emigrat cu Avraam în afara comunității lui.Musulmanii cred că tatăl lui Avraam a fost Aazar (arabă: آزر‎; transliterat: Āzar), iar numele său poate fi derivat de la rădăcina siriacă a cuvântului Athar, cunoscut în Biblia ebraică ca Terah.
Lot avea două fiice: Rita, cea mare, respectiv Zaghrata, cea mică. În Geneză (19:30-38), este descris cum Lot este îmbătat de fetele lui care întrețin relații sexuale cu el, rămânând însărcinate și dând naștere la doi fii, ce dau numele moabiților și amoniților, urmașii lor. Coranul nu menționează nimic despre acest episod.

## Contextul coranic
Profetul Lot este menționat des în Coran. De cele mai multe ori, numele său apare după profeții Noe, Hud, Salih și Shuʿayb. Teologii islamici consideră că acești profeți, în mod particular, reprezintă perioada timpurie a profeției în islam, după cum descrie Coranul.
Poveștile acestor profeți urmează un tipar asemănător: un profet este trimis la o comunitate, această comunitate nu crede în mesajul profetului și îl amenință, Dumnezeu îi spune trimisului Său să plece din acel loc împreună cu oamenii care au crezut în ceea ce a spus, iar poporul rămas în urmă este aspru pedepsit.
Lot mai este menționat în Coran și lângă Ismael, Elisei și Iona ca fiind oameni cărora Dumnezeu le-a dat întâietate asupra lumilor.

## Povestea lui Lot[10][11][12]
Coranul relatează că Lot a fost trimis la Sodoma și Gomora ca profet după ce a emigrat în Canaan alături de unchiul său, Avraam. Poporul lui Lot trăia într-o societate foarte coruptă, unde oamenii nu aveau rușine, criminalii și crimele erau răspândite, iar călătorii care treceau prin orașe erau jefuiți și abuzați fizic. Pe lângă acestea, homosexualitatea, un obicei nemaicunoscut la alte popoare până atunci, era o practică integrată în stilul lor de viață, ceva la care nu voiau să renunțe, la fel ca și la restul actelor violente.
Lot i-a îndemnat pe aceștia să se roage la Dumnezeul Unic, fără a-I face părtași și să renunțe la practicile lor. Foarte puțini oameni l-au ascultat, majoritatea ignorând cu desăvârșire mesajul lui. Coranul menționează: când Lot, fratele lor, le spuse: „Nu vă temeți oare? Eu, vouă vă sunt trimis vrednic de încredere. Temeți-vă de Dumnezeu și dați-mi ascultare. Eu nu vă cer răsplată, căci răsplata mea se află la Domnul lumilor” (26:161-164)
Aceste nelegiuiri erau comise atât în privat, cât și în locurile publice în care se adunau. Lot i-a amenințat cu consecințele ce vor urma dacă nu își vor schimba comportamentul, dar poporul l-a amenințat cu izgonirea sa din oraș; puritatea și decența fiind considerate de ei un păcat: Ei spuseseră: „Dacă nu încetezi, o, Lot, vei fi izgonit.” (26:167)
În același timp în care atitudinea poporului lui Lot nu s-a schimbat și devenea mai nerușinată pe zi ce trece, iar Lot se ruga la Allah cerându-i sprijin, Avraam a fost vizitat de doi oameni. Fiind cunoscut pentru generozitatea sa, acesta a sacrificat un vițel pentru a îl servi musafirilor. Spre stupoarea lui, musafirii au refuzat să mănânce, însă aceștia i-au explicat lui Avraam că ei erau de fapt îngeri, trimiși să pedepsească criminalii și tăgăduitorii, făcând referire la poporul lui Lot, după cum este menționat și în Coran: „Noi am fost trimiși la un popor nelegiuit.” (15:58)
Atunci Avraam s-a speriat crezând că și Lot va fi afectat de pedeapsa ce va pogorî asupra neamului său, însă acesta a fost asigurat de către îngeri că Lot și puținii oameni care au crezut în mesajul său nu vor păți nimic: „el le spuse: „Lot este însă în ea!” Ei spuseră atunci: „Noi îi cunoaștem bine pe cei care sunt în ea! Îl vom mântui pe el și pe ai săi în afară de femeia lui care va fi printre cei rămași în urmă.” (29:32)
Așadar, îngerii s-au îndreptat spre orașul Sodoma, în căutarea lui Lot și a familiei sale. Când au ajuns la un râu în aproprierea orașului, s-au întâlnit cu fiica lui Lot și au întrebat-o dacă există un loc unde să ceară adăpost. Îngerii în formă de oameni erau foarte chipeși, iar ea s-a temut pentru ei din cauza locuitorilor cetății, nedorind ca ei să fie necinstiți de popor prin practicile lor desfrânate, așa că i-a sfătuit să nu intre în cetate neînsoțiți. Când Lot a auzit cele povestite de fiica sa, acesta a început să se gândească cum să îi determine pe călătorii respectivi să își continue drumul. Văzându-i, Lot a încercat să le explice ce fel de oameni locuiesc în Sodoma și de bărbații care sunt conduși de pofta trupească spre alți bărbați, acesta reușind să îi convingă să intre noaptea în oraș, iar între timp aveau să rămână în casa lui. În afară de familia sa, nimeni nu știa de existența acestor oaspeți. Soția lui Lot însă s-a dus la neamul ei și i-a înștiințat de venirea lor, ceea ce condus la adunarea poporului în număr mare în fața casei lui Lot.
Când acesta a auzit zgomotele provenite din afara locuinței sale, Lot a ieșit la neamul său îndrumându-i să se căiască de obiceiul lor desfrânat și să își satisfacă poftele sexuale prin metode legitime, spunând, așa cum este scris și în Coran: Poporul său veni la el, întărâtat. Și mai înainte ei săvârșiseră rele! El spuse: „O, popor al meu! Iată-le pe fetele mele. Ele sunt mult mai curate pentru voi! Temeți-vă de Dumnezeu și nu-mi batjocoriți oaspeții. Nu este nici măcar un singur bărbat drept printre voi?” (11:78)
De menționat este faptul că în acest verset, prin fiicele mele, Lot se referă la femeile din Sodoma. El le cerea să practice actele sexuale în căsătorii legale.
Cu toate acestea, ei nu ascultă de Lot și intră peste el în casă pentru a putea vede musafirii. Lot nu avea nicio putere în fața lor, dar tot încerca să le reamintească de existența unui singur Dumnezeu și consecințele ce vor urma dacă nu vor înceta. Din nou, la auzul celor spuse de profetul Lot, neamul său l-a batjocorit și i-a zis: Ei spuseră: „Tu știi prea bine că nu avem nici un drept asupra fetelor tale. Știi ce vrem de fapt.” (11:79)
Mesagerii l-au asigurat pe Lot, spunându-i: „O, Lot! Noi suntem solii Domnului tău.” (11:81) La auzul acestor vorbe, poporul s-a speriat și a plecat din casa lui Lot, lăsându-i pe Lot și familia sa singuri împreună cu mesagerii (îngerii).
Îngerii l-au calmat pe Lot și l-au îndrumat să își ia familia alături de cei care au crezut în mesajul său, iar mai apoi să părăsească orașul în acea noapte. Lot a făcut cum i s-a spus, și a plecat cu cei care l-au crezut, el rămânând în urma lor pentru a se asigura că nimeni nu se va uita înapoi. Soția lui a fost pedepsită la fel ca locuitorii Sodomei și Gomorei.
Coranul descrie pedeapsa neamului lui Lot, venită de dimineață ca: Strigătul* îi luă la răsăritul soarelui. Noi am întors-o cu josul în sus și am trimis asupra ei o ploaie cu pietre din Iad. (15:73-74)

## Povestea lui Lot în Coran[14]
Povestea lui Lot este menționată în Coran în următoarele sure și versete:
1. Salih se întoarse la ei și le spuse: „O, popor al meu! Eu v-am vestit solia Domnului meu. V-am fost vouă sfetnic, însă voi nu-i iubiți pe sfetnici! Amintiți-vă de Lot*! El spuse poporului său: „Voi vă dedați acestei scârboșenii pe care nimeni, pe aceste lumi, n-a mai săvârșit-o înaintea voastră?” Voi veniți la bărbați poftindu-i, și nicidecum la femei. Sunteți un popor de depravați. Singurul răspuns al poporului său a fost în a spune: „Izgoniți-i din cetate, căci o fac pe neprihăniții*.” Noi i-am mântuit pe el și pe ai săi, în afară de femeia sa, căci ea se afla printre cei rămași în urmă. Noi asupra lor am făcut să plouă o ploaie. Vezi cum a fost sfârșitul nelegiuiților! (7:79-84)
2. Trimișii Noștri* îi aduseră lui Abraham vestea cea bună. Ei spuseră: „Pace!”, el răspunse „Pace!” și aduse fără zăbavă un vițel fript. Când văzu că mâinile lor nu se întind către el, nu-i înțelese și i se făcu frică de ei. Aceștia spuseră: „Nu te teme! Noi suntem trimiși la poporul lui Lot”. Femeia lui stătea în picioare și izbucni în râs. Noi i-l vestirăm pe Isaac, și după Isaac, pe Iacob*. Ea spuse: „Vai mie! O să odrăsluiesc acum că sunt bătrână, și bărbatul meu este bătrân? Aceasta este un lucru de mirare!” Ei spuseră: „Porunca lui Dumnezeu te miră? Milostivenia și binecuvântările lui Dumnezeu fie asupra voastră. O, oameni ai acestei case! Dumnezeu este Lăudat, Slăvit!” Când groaza îl părăsi pe Abraham, după ce-i venise vestea cea bună, el discută cu noi pentru poporul lui Lot. Abraham era bun, smerit și căit. „O, Abraham! Dă uitării aceasta! Porunca lui Dumnezeu va veni fără tăgadă și o osândă fără întoarcere le va fi dată.” Când trimișii Noștri ajunseră la Lot, acesta se mâhni, căci brațul său era prea slab pentru a-i ocroti. El spuse: „Aceasta este o zi de temut!” Poporul său veni la el, întărâtat. Și mai înainte ei săvârșiseră rele! El spuse: „O, popor al meu! Iată-le pe fetele mele. Ele sunt mult mai curate pentru voi! Temeți-vă de Dumnezeu și nu-mi batjocoriți oaspeții. Nu este nici măcar un singur bărbat drept printre voi?” Ei spuseră: „Tu știi prea bine că nu avem nici un drept asupra fetelor tale. Știi ce vrem de fapt.” El spuse: „Dacă aș avea putere să mă împotrivesc vouă, ori dacă aș găsi un sprijin temeinic!” Trimișii Noștri spuseră: „O, Lot! Noi suntem solii Domnului tău. Oamenii aceștia nu vor ajunge până la tine. Pleacă cu ai tăi spre sfârșitul nopții. Niciunul dintre voi să nu se uite înapoi. Femeia ta va întoarce privirea și o va lovi ceea ce îi va lovi și pe ei. Aceasta se va întâmpla în zori. Oare zorii nu sunt aproape?” Când veni porunca Noastră, am răsturnat cetatea cu susul în jos și am făcut să plouă asupra ei cu bulgări de lut*, mari pecetluiți de Domnul tău. Un asemenea lucru nu este departe de cei nedrepți! (11:69-83)
3. Apoi el spuse din noi: „O, voi trimișilor! Care este treaba voastră*?” „Noi am fost trimiși la un popor nelegiuit, însă nu și la casa lui Lot, căci Noi îi vom mântui pe toți afară de femeia sa.” Noi am hotărât ca ea să fie printre cei rămași în urmă. Când trimișii veniră la casa lui Lot, acesta spuse: „Voi sunteți nerecunoscători.” Ei spuseră: „Nu!...Am venit la tinde aducând ceea de care ei se îndoiesc, am venit la tine cu Adevărul și suntem sinceri! Pleacă de cu noapte cu ai tăi! Mergi în spatele lor și nimeni dintre voi să nu se uite înapoi! Mergeți unde vi se poruncește!” Așa am hotărât pentru a vă mântui, căci mâine dimineață aceștia vor fi retezați. Locuitorii cetății veniră să ceară vești. Lot le spuse: „Aceștia sunt oaspeții mei. Nu mă faceți de rușine! Temeți-vă de Dumnezeu și nu mă acoperiți de rușine!” Ei spuseră: „Nu ți-am oprit să te ocupi de lumi?” El spuse: „Dacă vreți s-o faceți, iată-le pe fetele mele!” Pe viața ta! În beția lor umblau ca orbii! Strigătul* îi luă la răsăritul soarelui. Noi am întors-o cu josul în sus și am trimis asupra ei o ploaie cu pietre din Iad. Întru aceasta sunt semne pentru cei scrutători, căci ele sunt pe un drum statornic. Întru aceasta este un semn pentru credincioși! (15:57-77)
4. Poporul lui Lot i-a socotit pe trimiși mincinoși, când Lot, fratele lor, le spuse: „Nu vă temeți, oare? Eu, vouă, vă sunt trimis vrednic de încredere. Temeți-vă de Dumnezeu și dați-mi ascultare. Eu nu vă cer răsplată, căci răsplata mea se află la Domnul lumilor. Vă apropriați de bărbații din aceste lumi părăsindu-vă soțiile, create vouă de Domnul vostru? Sunteți un popor călcător al legii.” Ei spuseră: „Dacă nu încetezi, o, Lot vei fi izgonit.” El spuse: „Urăsc fapta voastră! Domnul meu! Mântuiește-mă pe mine și pe ai mei de ceea ce fac ei.” Noi l-am mântuit pe el și pe toți ai săi, în afara unei bătrâne rămase în urmă, și i-am stârpit apoi pe ceilalți, trimițând asupra lor o ploaie. Rea a fost ploaia pentru cei cărora li s-a predicat! Întru aceasta este un semn, însă cei mai mulți nu sunt credincioși. Domnul tău, El este Puternicul, Milostivul. (26:160-175)
5. Amintiți-vă de Lot. El spuse poporului său: „Voi vă dedați desfrânatului, atunci când vedeți deslușit? Voi vă apropriați cu poftă de bărbați în loc de femei? Sunteți un popor neștiutor.” Răspunsul poporului său a fost: „Alungați-i din cetatea voastră pe ai lui Lot, căci sunt oameni ce se cred neprihăniți.” Noi l-am mântuit pe el și pe ai săi în afară de femeia lui, căci am sortit-o să fie între cei rămași în urmă. Noi am trimis asupra lor o ploaie. Ce ploaie rea pentru cei cărora li s-a predicat! (27:54-58)
6. Și Lot a crezut în el și spuse: pribegesc către Domnul meu! El este Puternicul, Înțeleptul!” Și Noi i i-am dăruit pe Isaac și pe Iacob, și i-am dat seminției sale proorocirea și Cartea. Noi i-am dat răsplată în Viața de Acum și în Viața de Apoi va fi între drepți. Și Lot care spuse poporului său: „Voi săvârșiți o mârșăvie pe care nimeni în toate lumile nu a mai făcut-o înaintea voastră. Voi vă apropriați de bărbați, le ațineți calea, iar la adunările voastre săvârșiți urâciuni. Răspunsul Poporului său fu atunci: „Adu-ne osânda lui Dumnezeu, dacă ești sincer!” El spuse: „Domnul meu! Ajută-mă față de poporul ce seamănă stricăciunea!” Când trimișii Noștri* i-au adus vestea lui Abraham, spunându-i: „Noi îi vom nimici pe locuitorii acestei cetăți, căci sunt nedrepți!” El le spuse: „Lot este însă în ea!” Ei spuseră atunci: „Noi îi cunoaștem bine pe cei care sunt în ea! Îl vom mântui pe el și pe ai săi în afară de femeia lui care va fi printre cei rămași în urmă. Din cer vom trimite asupra locuitorilor acestei cetăți o năpastă, căci sunt stricați.” Noi am făcut din această cetate un semn pentru un popor ce pricepe. (29:26-35)
7. Și Lot a fost dintre cei trimiși. Noi i-am mântuit pe el și pe ai săi laolaltă, afară de o bătrână ce a fost între cei rămași în urmă! Apoi i-au stârpit pe ceilalți, iar voi treceți peste ei dimineața și noaptea. Oare nu pricepeți? (37:133-138)
8. Poporul lui Lot a socotit prevenirile minciunii. Noi am dezlănțuit o furtună de pietre împotriva lor, în afară de casa lui Lot pe care am mântuit-o în zori* ca o binefacere de la Noi, căci așa îi răsplătim pe cei mulțumitori. Noe îi prevenise de tăria Noastră, însă ei au trecut peste aceste preveniri ale sale. Ei i-au vrut oaspeții săi de la el, însă Noi le-am lovit ochii cu orbire. „Gustați osânda Mea și prevenirile Mele!” Mâine în zori o osândă hotărâtă îi așteaptă! „Gustați osânda Mea și prevenirile mele!” Noi am făcut ușor Coranul întru amintire. Mai este cineva care să-și amintească? (54:33-40)

## Profetul Lot în Coran și Biblie[15]
Există câteva diferențe majore între povestea profetului Lot din Coran și cea din Biblie.
Coranul nu menționează îmbătarea lui Lot de către fiicele sale sau relațiile intime dintre aceștia. El este consacrat în mod cert ca un om drept și cinstit, fiind considerat a doua persoană după Avraam care a crezut în doctrina cunoscută mai târziu drept islam.
Atât islamul cât și creștinismul atestă că Lot a trăit în Ur și a fost nepotul lui Avraam. În narațiunea islamică, Lot este trimis de Dumnezeu în Sodoma și Gomora pentru a îndemna locuitorii orașului să se roage la Dumnezeu și să înceteze cu practicile lor desfrânate și violente, el neavând posibilitatea de a alege atunci când unchiul său îi oferă posibilități precum este menționat în Biblie.
Coranul spune: când Lot, fratele lor, le spuse: „Nu vă temeți, oare? Eu, vouă, vă sunt trimis vrednic de încredere. Temeți-vă de Dumnezeu și dați-mi ascultare. Eu nu vă cer răsplată, căci răsplata mea se află la Domnul lumilor.” (26:161-166)
Destinul soției lui Lot diferă de ce este cunoscut în Biblie, unde aceasta este pedepsită doar pentru faptul că a privit înapoi. În Coran, soarta soției lui Lot este menționată de câteva ori: ea este pur și simplu lăsată în urmă în Sodoma, alături de neamul ei: Amintiți-vă de Lot*! El spuse poporului său: „Voi vă dedați acestei scârboșenii pe care nimeni, pe aceste lumi, n-a mai săvârșit-o înaintea voastră?” Voi veniți la bărbați poftindu-i, și nicidecum la femei. Sunteți un popor de depravați. Singurul răspuns al poporului său a fost în a spune: „Izgoniți-i din cetate, căci o fac pe neprihăniții*.” Noi i-am mântuit pe el și pe ai săi, în afară de femeia sa, căci ea se afla printre cei rămași în urmă. Noi asupra lor am făcut să plouă o ploaie. Vezi cum a fost sfârșitul nelegiuiților! (7:80-84), sau este lăsată în urmă prin comandă divină: „Noi am fost trimiși la un popor nelegiuit, însă nu și la casa lui Lot, căci Noi îi vom mântui pe toți afară de femeia sa.” Noi am hotărât ca ea să fie printre cei rămași în urmă. (15:58-60)
Cu toate acestea, există relatări că soția lui Lot a pornit cu el la drum, dar când a auzit strigătul și căderea cetății ea s-a întors spre neamul ei, opunându-se astfel poruncii lui Dumnezeu; Dumnezeu le-a dat ca pildă tăgăduitorilor pe femeia lui Noe și pe femeia lui Lot. Amândouă trăiau sub oblăduirea a doi oameni drepți* dintre robii Noștri. Ele i-au înșelat, însă nimic nu le-a slujit împotriva lui Dumnezeu. (66:10)
Cuvântul înșelăciune din acest verset se referă la înșelăciunea din punct de vedere al religiei, ele ascunzându-și religia adevărată (politeismul) și ipocrizia față de soții lor.

## Sodomia, homosexualitatea și pedeapsa ei în islam
Pornind de la povestea profetului Lot, toate marile școli de jurisprudență islamică declară că homosexualitatea este un păcat în islam. Dezaprobarea islamului față de viol, homosexualitate și sodomie este indicată prin menționarea în Coran a poveștii lui Lot cu poporul său și împotrivirea acestuia asupra practicilor lor de a curta sexual oameni de același gen ca ei și de a abuza sexual străinii.
În islam și în țările în care legislația islamică este în vigoare pedeapsa acestora nu este clară, ea fiind o chestiune legată de efortul de reflecție (ijtihad). Cu toate acestea, s-a încercat ajungerea la un consens, cei care comit această faptă sunt fie omorâți, fie biciuiți și expatriați ori biciuiți până la moarte sau li se aplică pedeapsa de adulter. Pedeapsa poate fi lăsată și la latitudinea judecătorului.

## Pilde și îndemnuri din povestea lui Lot

### Ospitalitatea în islam
Ospitalitatea în islam este un act foarte important, așa cum reiese din următorul hadis al profetului Muhammad: Acela care crede în Dumnezeu și în Ziua de Apoi va arăta ospitalitatea față de musafirul său. Oferirea a tot ceea ce este mai bun musafirului, protejarea lui de tot ce îl poate deranja sau supăra și acordarea atenției sunt fapte ce arată ospitalitatea. Acest lucru este arătat și în povestea lui Lot, când musafirii ajung la el în oraș, iar acesta încercă să îi protejeze de faptele desfrânate ale poporului său, luându-i în propria casă. Un alt exemplu din aceiași poveste este episodul în care Avraam sacrifică un animal la sosirea lor: Trimișii Noștri* îi aduseră lui Abraham vestea cea bună. Ei spuseră: „Pace!”, el răspunse „Pace!” și aduse fără zăbavă un vițel fript. (11:69)

### Găsirea unor alternative
Teologii islamici (ulemalele) consideră că în povestea profetului Lot există indicații pentru găsirea unor alternative acceptate de legea islamică (shari’a) ce iau locul lucrurilor interzise care conduc spre păcat, precum sugerarea lui Lot neamului său de a se căsători în schimbul practicării relațiilor homosexuale așa cum este arătat în următorul verset: El spuse: „O, popor al meu! Iată-le pe fetele mele. Ele sunt mult mai curate pentru voi! Temeți-vă de Dumnezeu și nu-mi batjocoriți oaspeții. Nu este nici măcar un singur bărbat drept printre voi?” (11:78). Un alt exemplu în islam îl avem în permiterea negustoriei și interzicerea camătei: Dumnezeu a îngăduit negustoria, însă a oprit camăta (2:275); fapt ce a dus la apariția băncilor islamice.